# هیروکی کوئیک
هیروکی کوئیک (ژاپنی: 小池 大樹؛ زادهٔ ۳ اوت ۱۹۷۲) بازیکن سابق و مربی فوتبال اهل ژاپن است.
از باشگاه‌هایی که در آن بازی کرده‌است می‌توان به باشگاه فوتبال توکیو وردی اشاره کرد. وی پس از بازنشستگی به‌عنوان مربی فوتبال تیم جوانان باشگاه فوتبال ماچیدا زلویا در سال ۲۰۰۸ انتخاب شد سپس از سال ۲۰۰۹ تا ۲۰۱۰ مربی این به فعالیت پرداخت.